# Swetlana Andrejewna Toma

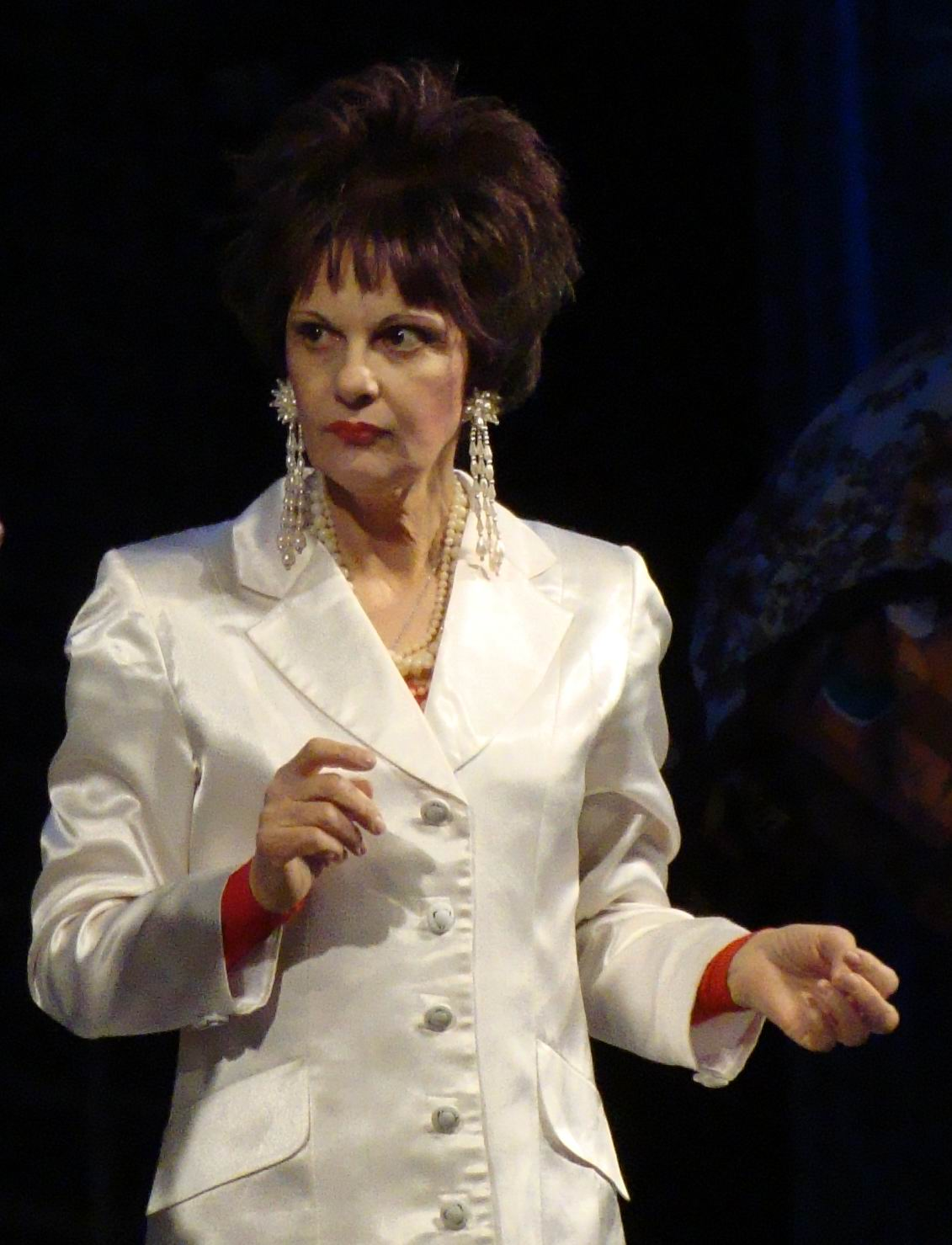
Swetlana Toma (2009)

Swetlana Andrejewna Toma (russisch Светлана Андреевна Тома, geborene Fomitschowa/Фомичёва; * 24. Mai 1947 in Chișinău) ist eine moldauisch-russische Schauspielerin.

## Leben
In Chișinău studierte sie von 1965 bis 1969 Film-, Schauspiel- und Theaterwissenschaften sowie 1966 bei Moldowa-Film. Internationale Bekanntheit erlangte sie mit ihrer international prämierten Rolle im 1975 entstandenen Film Das Zigeunerlager zieht in den Himmel. 1993 eröffnete sie die 7. Annual Russian Academy of Cinema Arts Awards in Moskau. 2003 wirkte sie in der Telenovela Bednaja Nastja mit.
Heute lebt sie in Moskau. Ihre Tochter Irina Latschina ist ebenfalls Schauspielerin und mit dem Schauspieler Oleg Latschin verheiratet.

## Filmografie (Auswahl)
- 1966: Rote Lichtungen (Красные поляны)
- 1968: Zhivoy trup
- 1968: Eto mgnovenie
- 1971: Lautarii
- 1973: Ein Haus für Serafim (Дом для Серафима)
- 1974: Ekho goryachey doliny
- 1975: Das Zigeunerlager zieht in den Himmel (Табор уходит в небо)
- 1976: Bratyuzhka
- 1978: Podozritelnyy
- 1978: Moy laskovyy i nezhnyy zver
- 1979: Ya khochu pet
- 1979: Elodet mokavshires
- 1980: U chertova logova
- 1980: Menschen im Ozean (Lyudi v okeane)
- 1981: Das Geheimnis des Notizbuches (Tayna zapisnoy knizhki)
- 1982: Padeniye Kondora
- 1982: Kto stuchitsya v dver’ ko mne
- 1983: Gmadlobt Ratili
- 1983: Anna Pavlova
- 1984: Kak stat znamenitym
- 1986: Sem krikov v okeane
- 1986: Dikiy veter
- 1987: Chemi boshebi
- 1988: Zapadnya
- 1988: Istoriya odnoy bilyardnoy komandi
- 1989: Vdvoyom na grani vremeni
- 1989: Bez nadezhdy nadeyus
- 1990: Dina
- 1991: Igra v smert, ili postoronniy
- 1991: Bluzhdayushchiye zvyozdy
- 1995: Budem zhit
- 2001: Poklonnik